# Presídio (homem claríssimo)
Presídio (em latim: Praesidius) foi um aristocrata romano do final do século V ou começo do século VI, que esteve ativo no Reino Visigótico. Foi o endereçado duma das epístolas de de Rurício na qual é celebrado pela aquisição de duas propriedades. Uma pessoa de posição e leigo, os autores da Prosopografia do Império Romano Tardio sugerem que poderia ter exercido ofício sob os visigodos, muito embora seja incerto qual.